# 欧内斯特·斯科特
欧内斯特·斯科特爵士（1867年6月21日—1939年12月6日）是一位澳大利亚历史学家，墨尔本大学教授，主要作品有《澳大利亚史》（A Short History of Australia，1916年）等。